# Лемпиха
Лемпиха — деревня в Юсьвинском муниципальном округе Пермского края России.

## Географическое положение
Деревня расположена в восточной части Юсьвинского муниципального округа на правом берегу Камы непосредственно у юго-восточной окраины поселка Пожва. 

## История
Упоминается с 1904 года, когда она упоминается как деревня с 18 дворами и 104 жителями. В советское время в Лемпихе находился лагпункт (до 1955 года), созданный для заготовки леса. При лагпункте существовал поселок с одноименным названием. Так же в 1955 году был создан Пожвинский леспромхоз с узкоколейной железной дорогой и тремя лесопунктами (в настоящее время разобрана). После многочисленных объединений и трансформаций предприятий лесного хозяйства лесопромышленное производство прекратило деятельность в 2002 году. До 2020 года деревня входила в состав Пожвинского сельского поселения Юсьвинского района.     

## Климат
Климат умеренно-континентальный. Средняя температура июля +17,7°С, января –15,8°С. Среднегодовое количество осадков составляет 664 мм, причем максимальное суточное количество достигает 68 мм, наибольшая высота снежного покрова 66-93 см. Средняя температура зимой  (январь)- 15,8°С (абсолютный минимум - 53°С), летом (июль) + 17,7 °С (абсолютный максимум + 38°С). Заморозки в воздухе заканчиваются в III декаде мая, но в отдельные годы заморозки отмечаются в конце апреля или начале июня. Осенние заморозки наступают в первой-начале второй декаде сентября. Средняя продолжительность безморозного периода 100 дней.

## Население
Постоянное население составляло 18 человек (89% русские) в 2002 году,  9 человек в 2010 году.    